# 小沢典子
小沢 典子（おざわ のりこ、1975年11月21日 - ）は、岐阜放送のアナウンサー。

## 経歴
- 血液型はO型。
- 埼玉県朝霞市出身で、その後山口県に引越し、山口県立下関南高等学校、広島大学教育学部日本語教育学科を卒業。
- 学生時代は体育会卓球部に所属。中国大会で優勝するなど活躍した。またインカレや全日本学生卓球選手権大会などにも出場した。
- 中国放送リポーター、NHK山口放送局契約アナウンサー（3年）を経て、2002年RSK山陽放送に入社。アナウンサー・報道記者を務めた。
- 2019年4月、岐阜放送（ぎふチャン）に入社。

## 担当番組
【現在】（ぎふチャンラジオ）
・音楽の時間ですよ！（月曜〜金曜）
【過去】
- ココロのオト 昼レコ!（火・木曜パーソナリティ、2023年4月4日 - 9月）
- きょうもラジオは!? 2時6時（月・金曜パーソナリティ、放送開始  - 2020年3月27日)
- 小沢典子のコットンタイム (毎週水曜 18:00 - 21:00、2020年4月1日 - 2022年9月)
- Cross Time（毎週月曜 20:00 - 21:00、2022年10月3日 - 2023年3月27日）
- ぎふチャンはやり歌
- NEWSぎふチャン

RSKテレビ
- 山陽TVイブニングニュース（キャスター）
- RSKイブニングニュース（国会中継。不定期で現場リポート出演）
- 都道府県対抗全日本女子柔道大会（2007年にリポート）
- 濱家輝雄のサンデーブランチ（キャスター）

RSKラジオ
- おはようネットワーク（パーソナリティ）